# Giorgio Lingua
Giorgio Lingua (né le 23 mars 1960) est un prélat italien de l'Église catholique qui travaille au service diplomatique du Saint-Siège depuis 1992. Il est nommé nonce apostolique en Croatie (en) le 22 juillet 2019. Il a précédemment été nonce en Irak (en), en Jordanie (en) et à Cuba (en).

## Biographie
Il est né le 23 mars 1960 à Piovani, une petite ville appartenant à la municipalité de Fossano, dans la province de Coni, en Italie, en 1960. Il est ordonné prêtre le 10 novembre 1984. Il obtient un doctorat en droit canonique. Pour se préparer à une carrière de diplomate, il suit le cursus de l'Académie pontificale ecclésiastique en 1988.

## Carrière diplomatique
Il entre au service diplomatique du Saint-Siège le 1er juillet 1992. Il travaille dans les représentations papales en Côte d'Ivoire et aux États-Unis, et dans la section des relations avec les États de la Secrétairerie d'État ainsi que dans les nonciatures apostoliques en Italie (en) et en Serbie.
Le 4 septembre 2010, Benoît XVI le nomme nonce apostolique en Irak (en) et en Jordanie (en) ainsi qu'archevêque titulaire de Tuscania (de). Il reçoit sa consécration épiscopale des mains de Tarcisio Bertone le 9 octobre 2010.
Interrogé sur les frappes aériennes américaines en 2014 en réponse à l'avancée de Daech, Lingua déclare : «  C'est quelque chose qui devait être fait, sinon [l'État islamique] ne pourrait pas être arrêté. Mais nous devrions nous demander pourquoi nous en sommes arrivés là : n'était-ce pas un manque de renseignements ? N'avons-nous pas été capables de comprendre ce qui se passait ? Et puis : qui a donné à ces [combattants de l'État islamique] des armes aussi sophistiquées ?".
Le 17 mars 2015, le pape François le nomme nonce apostolique à Cuba (en).
Le 22 juillet 2019, François le nomme nonce apostolique en Croatie (en).